# فرنسيسكو سانتوس (لاعب كرة قاعدة)
فرنسيسكو سانتوس (بالإنجليزية: Francisco Santos)‏ هو لاعب كرة قاعدة دومينيكاوي، ولد في 9 مارس 1974 في سانتو دومينغو في جمهورية الدومينيكان.

## وصلات خارجية
- فرنسيسكو سانتوس على موقعبيزبول رفرنس.كوم (الدوري الرئيسي) (الإنجليزية)
- فرنسيسكو سانتوس على موقع مشجعي الرسوم البيانية (الإنجليزية)